# Dongmolla
Dongmolla is een geslacht van hooiwagens uit de familie Assamiidae.
De wetenschappelijke naam Dongmolla is voor het eerst geldig gepubliceerd door Roewer in 1927. 

## Soorten
Dongmolla is monotypisch en omvat slechts de volgende soort:
- Dongmolla silvestrii